# Podkum
Podkum este o localitate din comuna Zagorje ob Savi, Slovenia, cu o populație de 229 de locuitori.